# 가미이와카와촌
가미이와카와촌(上岩川村)은 아키타현 야마모토군에 설치되었던 촌이다.